# Don Sweeney
Donald Clarke "Don" Sweeney, född 17 augusti 1966, är en kanadensisk befattningshavare och före detta professionell ishockeyback som är general manager för ishockeyorganisationen Boston Bruins i National Hockey League (NHL).
Han tillbringade 16 säsonger i NHL som spelare, där han spelade för ishockeyorganisationerna Boston Bruins och Dallas Stars. Sweeney producerade 273 poäng (52 mål och 221 assists) samt drog på sig 681 utvisningsminuter på 1 115 grundspelsmatcher. Han spelade också på lägre nivåer för Maine Mariners i American Hockey League (AHL) och Harvard Crimson (Harvard University) i National Collegiate Athletic Association (NCAA).
Efter spelarkarriären har han fortsatt vara anställd hos Boston Bruins och varit chef för spelarutvecklingen, chef för ishockeyverksamheten, assisterande general manager, varit general manager för Bruins primära samarbetspartner Providence Bruins i AHL och general manager för hela organisationen från och med maj 2015 när han efterträdde Peter Chiarelli på posten.
Sweeney är gift med den kanadensiska före detta konståkerskan Christine Hough som deltog i olympiska vinterspelen 1988 och 1992.

## Statistik
| 1983–1984   | St. Paul's School |             | 22   | 33 | 26  | 59  | —   | —   | — | —  | —  | —  |
| 1984–1985   | Harvard Crimson   | NCAA        | 29   | 3  | 7   | 10  | 30  | —   | — | —  | —  | —  |
| 1985–1986   | Harvard Crimson   | NCAA        | 31   | 4  | 5   | 9   | 12  | —   | — | —  | —  | —  |
| 1986–1987   | Harvard Crimson   | NCAA        | 34   | 7  | 4   | 11  | 22  | —   | — | —  | —  | —  |
| 1987–1988   | Harvard Crimson   | NCAA        | 30   | 6  | 23  | 29  | 37  | —   | — | —  | —  | —  |
|             | Maine Mariners    | AHL         | —    | —  | —   | —   | —   | 6   | 1 | 3  | 4  | 0  |
| 1988–1989   | Boston Bruins     | NHL         | 36   | 3  | 5   | 8   | 20  | —   | — | —  | —  | —  |
|             | Maine Mariners    | AHL         | 42   | 8  | 17  | 25  | 24  | —   | — | —  | —  | —  |
| 1989–1990   | Boston Bruins     | NHL         | 58   | 3  | 5   | 8   | 58  | 21  | 1 | 5  | 6  | 18 |
|             | Maine Mariners    | AHL         | 11   | 0  | 8   | 8   | 8   | —   | — | —  | —  | —  |
| 1990–1991   | Boston Bruins     | NHL         | 77   | 8  | 13  | 21  | 67  | 19  | 3 | 0  | 3  | 25 |
| 1991–1992   | Boston Bruins     | NHL         | 75   | 3  | 11  | 14  | 74  | 15  | 0 | 0  | 0  | 10 |
| 1992–1993   | Boston Bruins     | NHL         | 84   | 7  | 27  | 34  | 68  | 4   | 0 | 0  | 0  | 4  |
| 1993–1994   | Boston Bruins     | NHL         | 75   | 6  | 15  | 21  | 50  | 12  | 2 | 1  | 3  | 4  |
| 1994–1995   | Boston Bruins     | NHL         | 47   | 3  | 19  | 22  | 24  | 5   | 0 | 0  | 0  | 4  |
| 1995–1996   | Boston Bruins     | NHL         | 77   | 4  | 24  | 28  | 42  | 5   | 0 | 2  | 2  | 6  |
| 1996–1997   | Boston Bruins     | NHL         | 82   | 3  | 23  | 26  | 39  | —   | — | —  | —  | —  |
| 1997–1998   | Boston Bruins     | NHL         | 59   | 1  | 15  | 16  | 24  | —   | — | —  | —  | —  |
| 1998–1999   | Boston Bruins     | NHL         | 81   | 2  | 10  | 12  | 64  | 11  | 3 | 0  | 3  | 6  |
| 1999–2000   | Boston Bruins     | NHL         | 81   | 1  | 13  | 14  | 48  | —   | — | —  | —  | —  |
| 2000–2001   | Boston Bruins     | NHL         | 72   | 2  | 10  | 12  | 26  | —   | — | —  | —  | —  |
| 2001–2002   | Boston Bruins     | NHL         | 81   | 3  | 15  | 18  | 35  | 6   | 0 | 1  | 1  | 2  |
| 2002–2003   | Boston Bruins     | NHL         | 67   | 3  | 5   | 8   | 24  | 5   | 0 | 1  | 1  | 0  |
| 2003–2004   | Dallas Stars      | NHL         | 63   | 0  | 11  | 11  | 18  | 5   | 0 | 0  | 0  | 2  |
| NHL totalt  | NHL totalt        | NHL totalt  | 1115 | 52 | 221 | 273 | 681 | 108 | 9 | 10 | 19 | 81 |
| AHL totalt  | AHL totalt        | AHL totalt  | 53   | 8  | 25  | 33  | 32  | 6   | 1 | 3  | 4  | 0  |
| NCAA totalt | NCAA totalt       | NCAA totalt | 124  | 20 | 39  | 59  | 101 | —   | — | —  | —  | —  |

### Internationellt
| Källa: Utv = Utvisningsminuter | Källa: Utv = Utvisningsminuter | Källa: Utv = Utvisningsminuter |         |     |         |       |     |  |
| År                             | Lag                            | Mästerskap                     | Matcher | Mål | Assists | Poäng | Utv |  |
| ------------------------------ | ------------------------------ | ------------------------------ | ------- | --- | ------- | ----- | --- |  |
| 1997                           | Kanada                         | VM                             | 11      | 1   | 3       | 4     | 6   |  |
| Totalt                         | Totalt                         | Totalt                         | 11      | 1   | 3       | 4     | 6   |  |